# Iglesia Gurjaani Kvelatsminda
La iglesia Gurjaani Kvelatsminda de la Dormición de la Madre de Dios (en georgiano: გურჯაანის ყველაწმინდა, literalmente, "lo más sagrado de Gurjaani") es una iglesia ortodoxa georgiana construida en el siglo VIII o IX, durante el «período de transición» en la arquitectura georgiana medieval. Se encuentra en la ciudad de Gurjaani, en la Región de Kajetia la más oriental de Georgia. Está declarada como uno de los monumentos culturales inamovibles de importancia nacional de Georgia.

## Localización
La pequeña ciudad Gurjaani se encuentra a unos 35 kilómetros al sureste de Telavi en la carretera hacia Tiflis. En el extremo sur de la aldea, sale una carretera asfaltada ancha hacia el sureste y finaliza después de 2,2 kilómetros en la ladera de la montaña Gomboris Kedi en un estacionamiento con un edificio de recepción (de finales de 2012). Desde allí, a través de los pastizales, se puede ver la vasta llanura a través de la cual fluye el Río Alazani. Desde la puerta del estacionamiento, un camino de grava de 200 metros conduce a la iglesia, que está en un claro rodeado por un denso bosque caducifolio.

## Arquitectura histórica

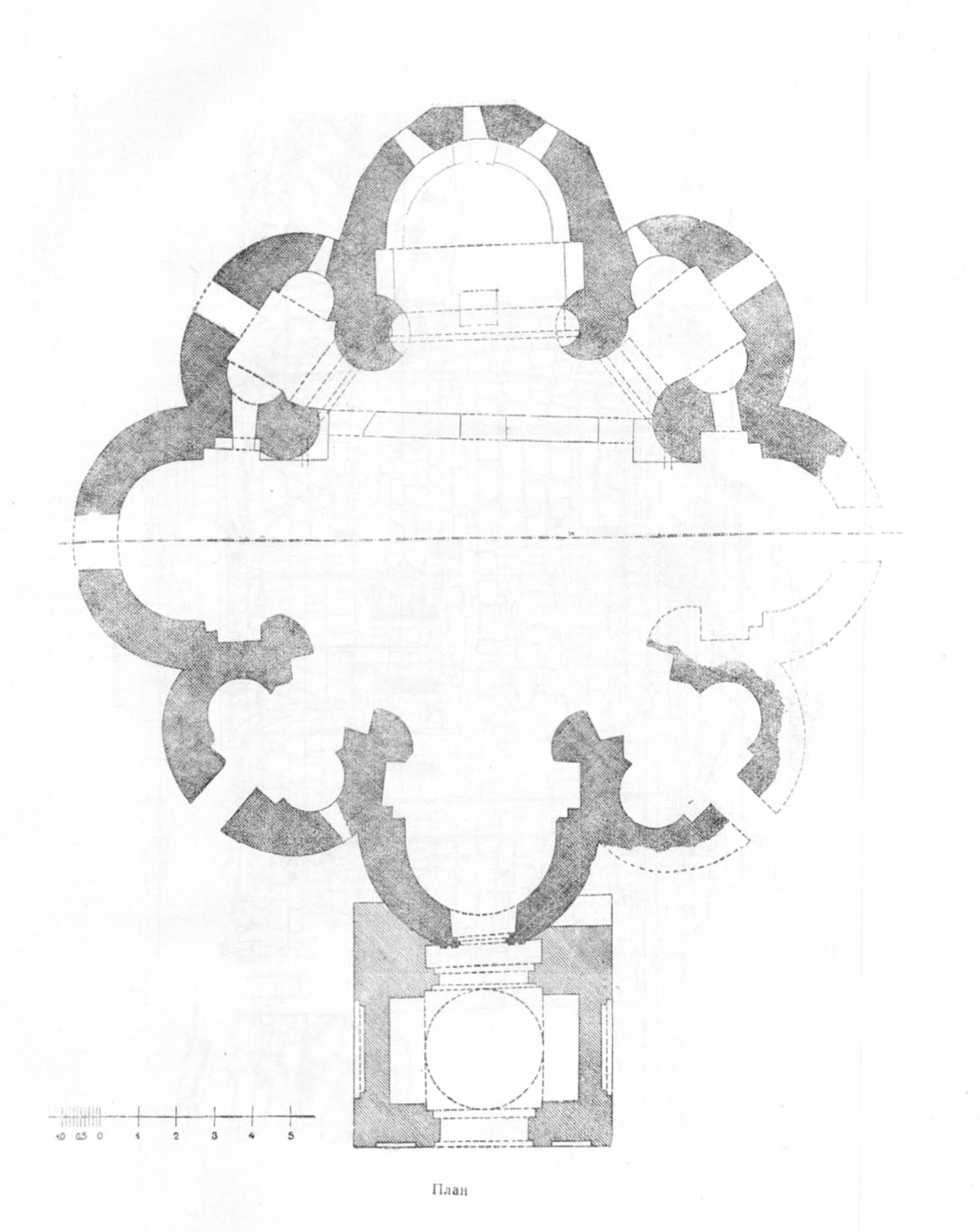
Plànol de la catedral de Ninotsminda.

En la primera fase, desde el siglo V hasta el siglo VII, se desarrolló un estilo arquitectónico clásico en Georgia después de un comienzo con una iglesia y plantas de salón orientadas longitudinalmente, en las que predominaban las iglesias en cruces inscritas. Además, surgieron formas especiales, como la catedral de Bana de iglesia redonda (hoy en el este de Turquía) con los cuatro nichos semicirculares como la catedral de Ninotsminda. En una fusión de los dos estilos principales de construcción, los edificios de planta central en el oeste recibieron una sala de oración prolongada en el patrón basilical. En el contexto de los monasterios, las plantas de tres naves, desconocidas fuera de Georgia, representaron a los edificios monacales entre los siglos VII y X.
A mediados del siglo VII, los árabes musulmanes invadieron el sur del Cáucaso después de prolongadas batallas y fundaron el Emirato de Tiflis en el corazón de Georgia en el siglo siguiente. Los árabes estaban principalmente interesados en la explotación económica, por lo tanto, la cultura cristiana pudo desarrollarse en gran parte sin perturbaciones. Fuera de la limitada esfera de influencia del emirato, los principados independientes se hicieron más fuertes a lo largo de los bordes del área de asentamiento de Georgia en los siglos VIII y IX. El monacato georgiano ortodoxo , influenciado por la arquitectura cristiana, se desarrolló especialmente en estos nuevos principados. Los monjes practicaban una influencia cultural especial junto a la región de Kajetia en el principado de Tao-Klarjeti, en el sudoeste, donde fundaron a partir del siglo VIII, varios monasterios por el príncipe Ashot I de Iberia. A principios del siglo IX, en Artanuji hizo la residencia de un gran imperio. Entre los principados políticamente independientes, especialmente en Kajetia y Tao-Klarjeti, las fuerzas creativas se pusieron a experimentar con nuevas formas de arquitectura dentro del período de la historia del arte designado como fase de transición.

## Descripción

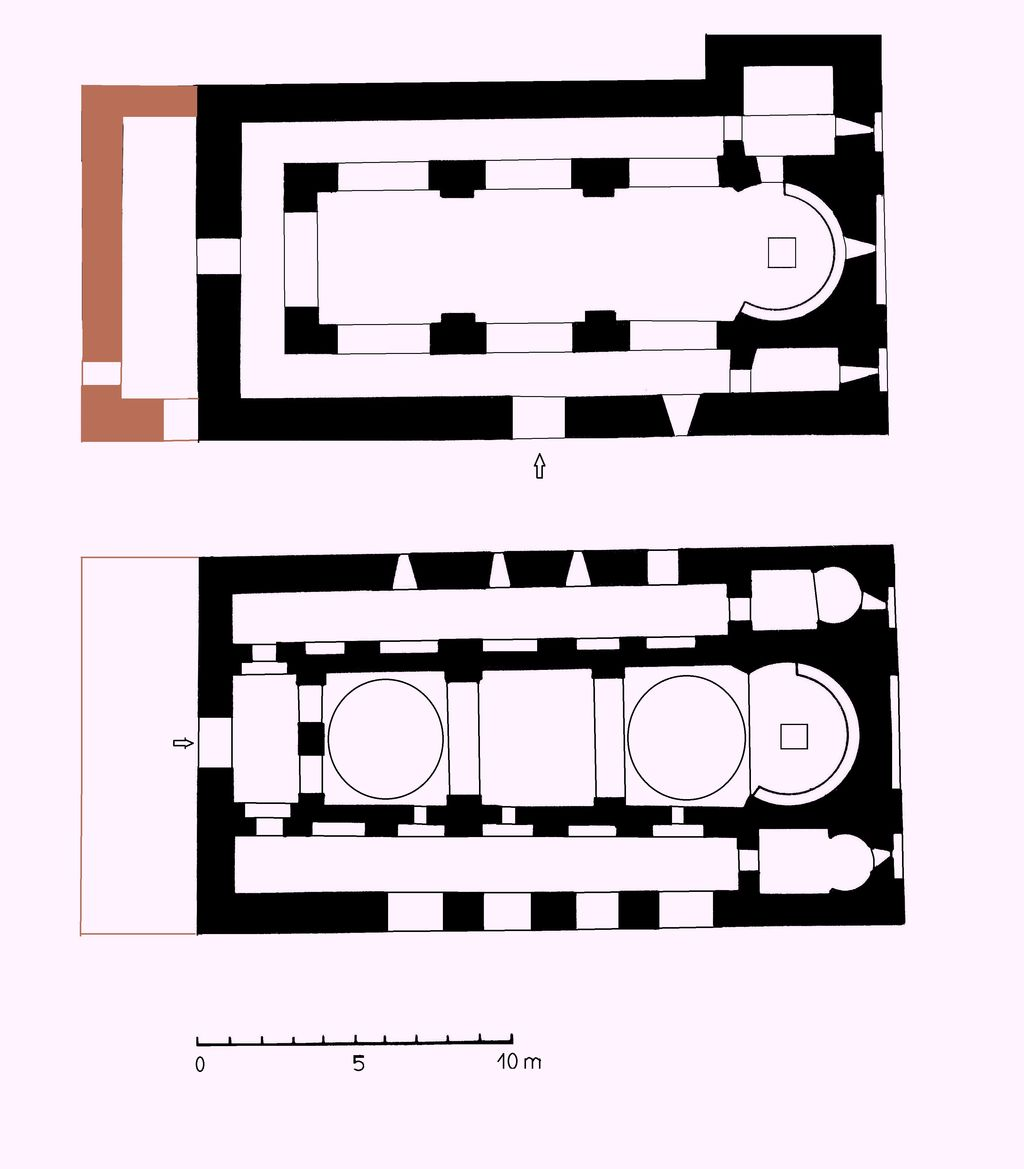
Planta baja y primer piso.

La iglesia Gurjaani es el único ejemplo existente, de un diseño de iglesia con dos cúpulas, en el territorio de Georgia. Es de planta basilical de tres naves con una forma básica rectangular de 24,5 metros de largo y 10 metros de ancho. La altura libre del vértice abovedado es de 10,5 metros y hasta las puntas de la cúpula de unos 13,5 metros, la cúpula oeste es ligeramente más alta que la cúpula oriental. La nave central es aproximadamente dos veces más ancha que los pasillos laterales y termina en el este en un gran ábside, que forma un círculo de tres cuartos (en forma de herradura). En la planta baja, el ábside está flanqueado con salas laterales rectangulares de diferentes tamaños. En esta planta baja, los pasillos laterales se abren a través de tres grandes huecos arqueados cada uno, con ápices ligeramente puntiagudos en la nave. De acuerdo con el principio de la basílica de tres naves, los pasillos están conectados por un paso al oeste. La entrada está en el centro de la pared sur.

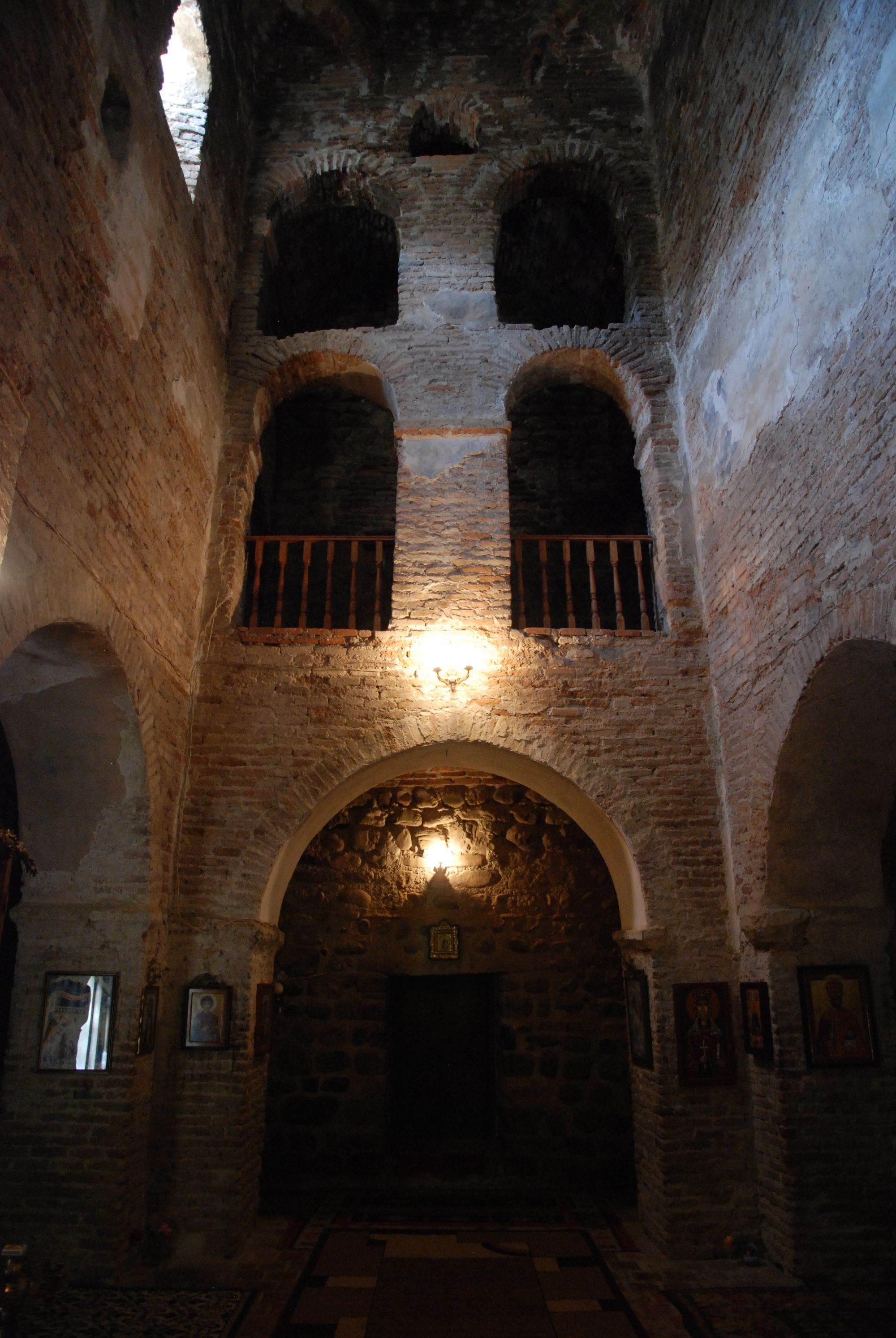
Muro oeste interior.

En el piso superior dividido a su vez en dos pisos sobre los pasillos laterales y el muro del oeste, los pasillos terminan al oeste en salas de coros rectangulares con ábsides igualmente en forma de herradura. Inusual es la sección transversal de la nave por dos arcos fajones, que subdividen el techo en tres partes cuadradas. Al este de la bóveda de cañón central, sobre el altar y adyacente al nártex en el oeste, hay tambores octagonales con cúpulas redondas. La transición del cuadrado a la forma básica se realiza a través de trompas. La disposición distintiva de las cúpulas es su posición sobre un piso de claristorio, aunque tiene un efecto formativo en el exterior, la impresión de espacio en el interior de la nave central apenas influye en las cúpulas. Los pasillos superiores están separados por paredes cerradas de la nave central. La mezcla de hornacinas en las particiones de los pasillos superiores alivia la construcción de la nave que se encuentra debajo, no se abren posteriormente las aberturas de las ventanas. Por lo tanto, el piso superior corresponde a una planta de basílica de tres naves, en la que las naves están separadas espacialmente y conectadas únicamente por unos pasos en la parte occidental. Aproximadamente a todo el ancho del arco redondo de la nave en el lado oeste hay dos arcadas dobles una encima de la otra. Su diseño parece arcaico y podría haberse realizado un modelo semejante en la iglesia del Redentor de Zromi, construida en la primera mitad del siglo VII. Este es por lo tanto, un enlace en el desarrollo de la arquitectura de la iglesia georgiana y se remonta a los modelos bizantinos urbanos.

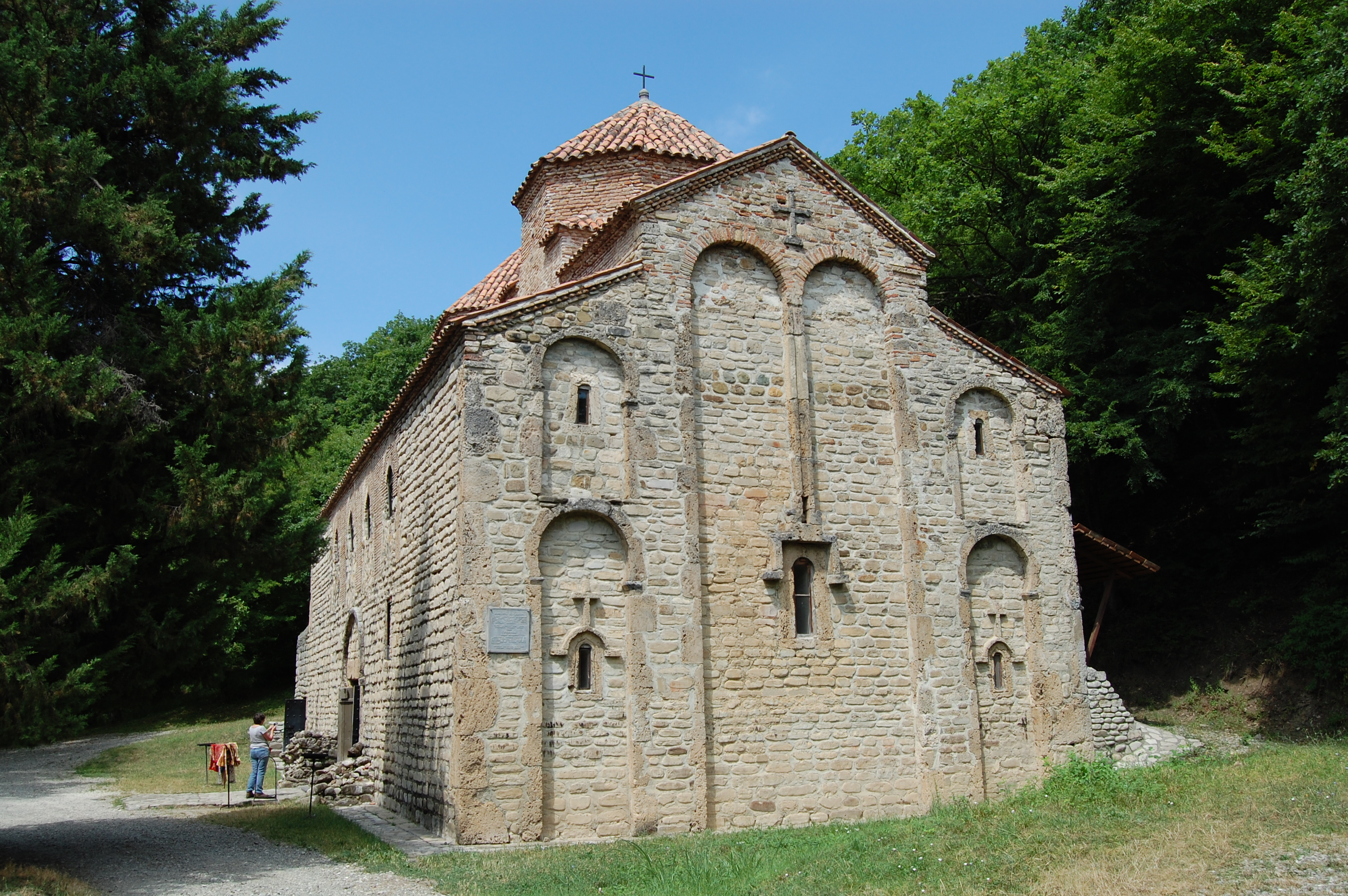
Parte este exterior.
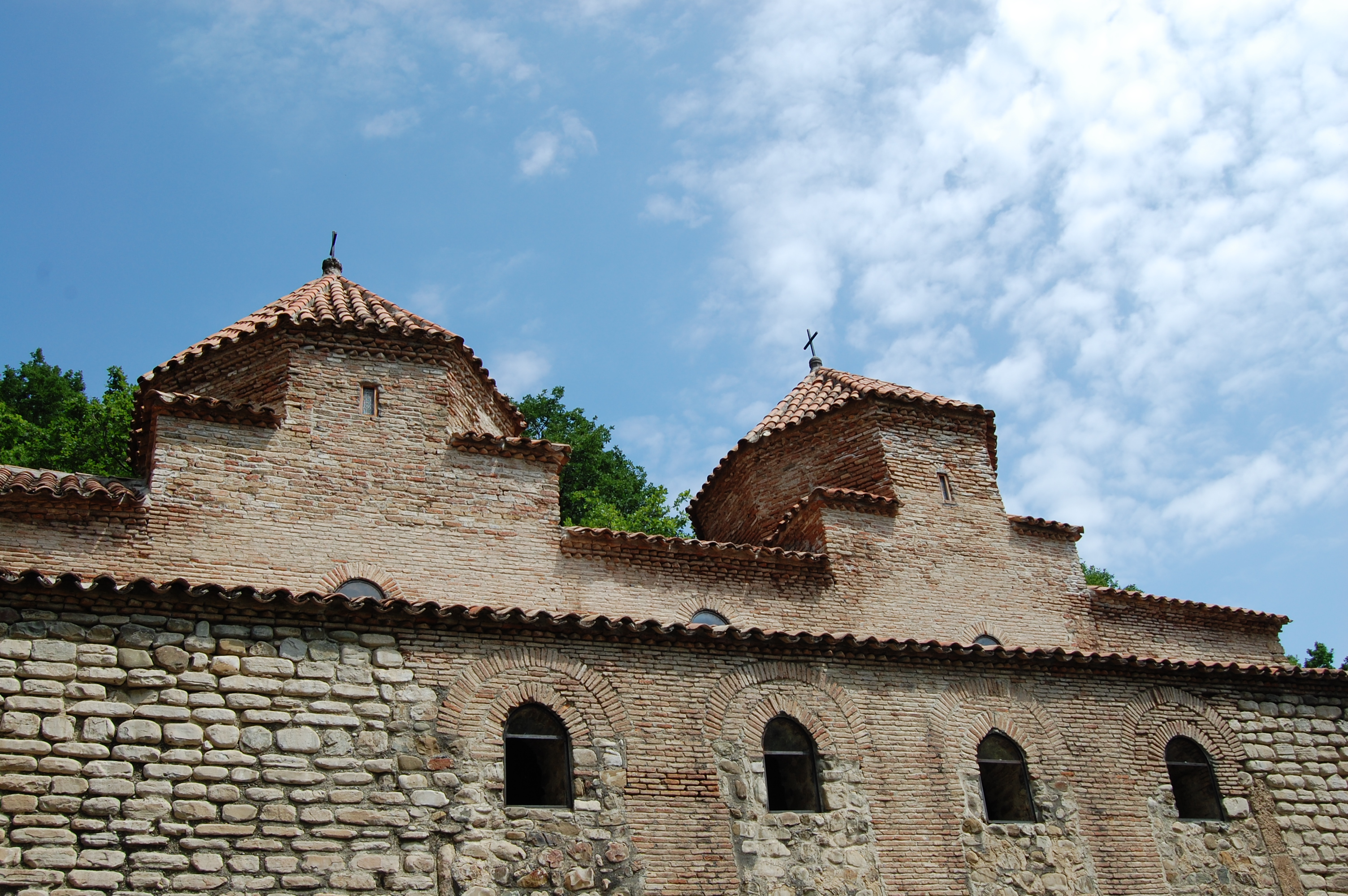
Parte superior sur exterior.
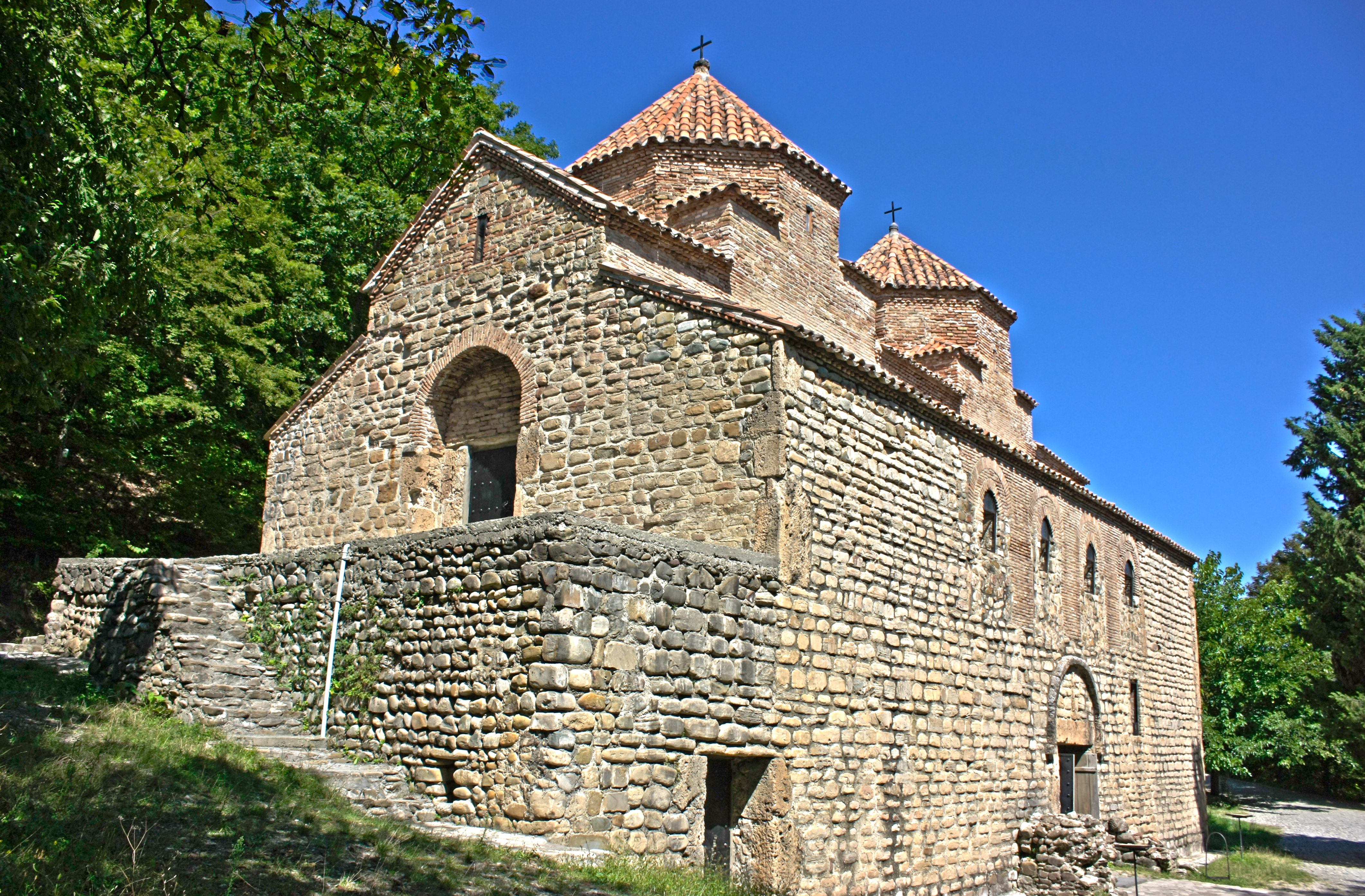
Parte occidental exterior.

Está construida principalmente de líneas rectas de adoquines; las esquinas y las decoraciones están hechas de piezas cuadradas de piedra pómez y los arcos, bóvedas y pilares de ladrillo. La iglesia es un diseño complejo, algunas partes de ella organizadas como estructuras de dos pisos.
En el siglo XVII, las invasiones persas y las incursiones de Dagestani en el área provocaron el abandono de los servicios religiosos que no se reanudarían hasta 1822. Sin embargo, en 1845, el clero de Gurjaani se mudó al monasterio Khirsa y la iglesia Kvelatsminda fue nuevamente abandonada. En 1938, las autoridades georgianas limpiaron el área de la iglesia y la restauraron como monumento histórico. Otros trabajos de conservación se llevaron a cabo en 2010.